# NGC 4872
NGC 4872 is een lensvormig sterrenstelsel in het sterrenbeeld Hoofdhaar. Het hemelobject werd op 11 april 1785 ontdekt door de Duits-Britse astronoom William Herschel.

## Synoniemen
- MCG 5-31-68
- ZWG 160.230
- DRCG 27-130
- PGC 44624